# جهنم مقدس (فیلم ۲۰۱۶)
جهنم مقدس (انگلیسی: Holy Hell) یک فیلم در ژانر مستند به کارگردانی ویل آلن است که در سال ۲۰۱۶ منتشر شد. از بازیگران آن می‌توان به جرد لتو اشاره کرد.